# Antoine-François Callet
Antoine-François Callet (Parigi, 22 marzo 1741 – Parigi, 2 ottobre 1823) è stato un pittore francese.

## Biografia

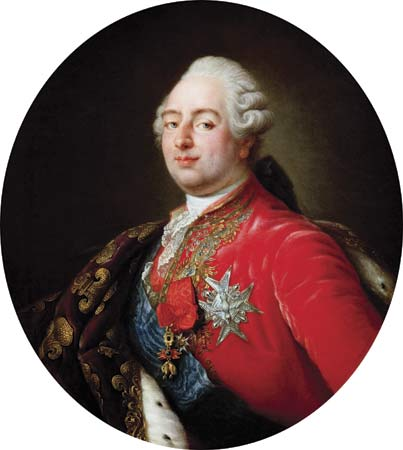
Ritratto di Louis XVI (1786), Parigi, museo Carnavalet.

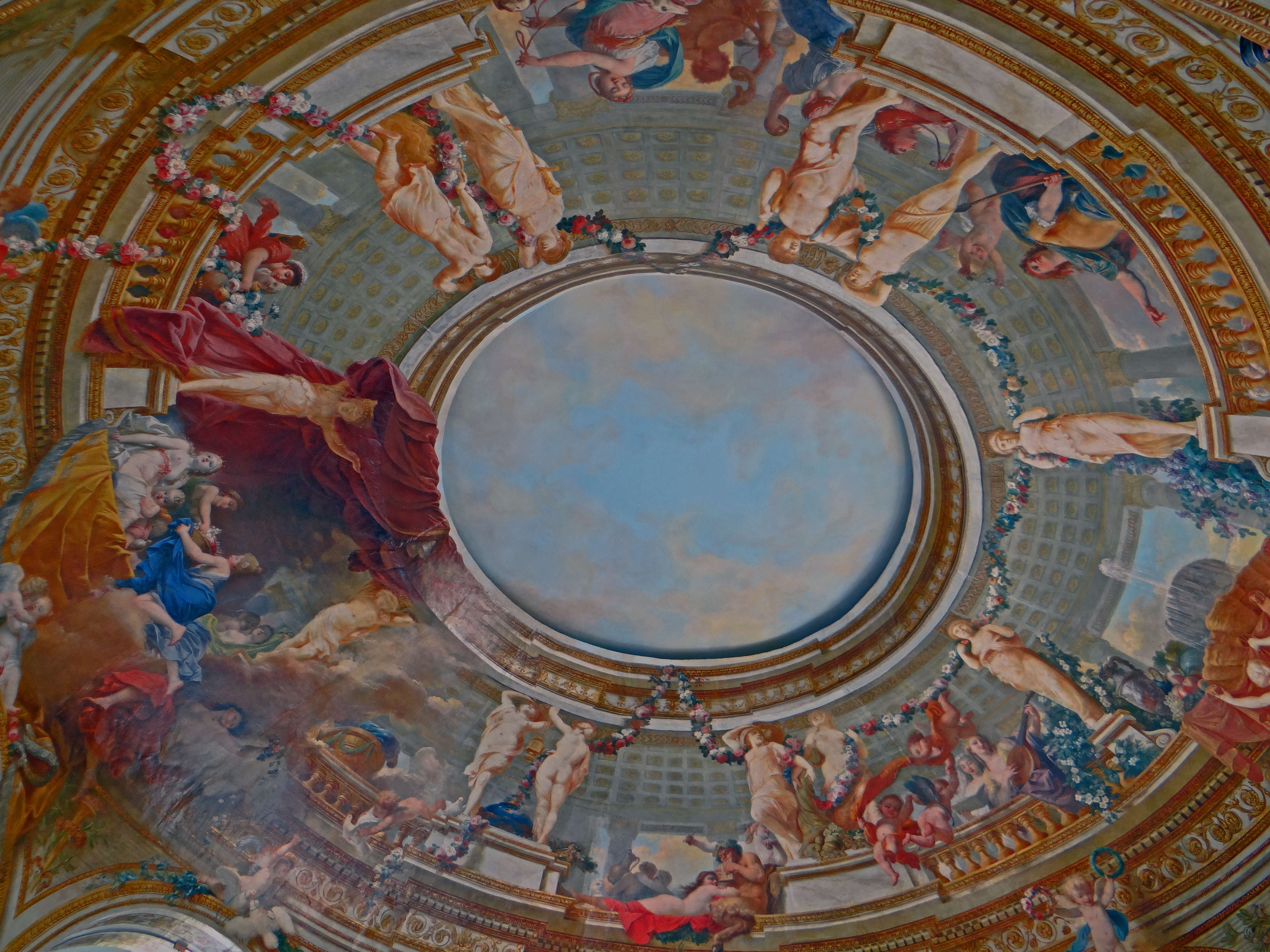
Storia di Venere (1774), olio su tela, Parigi, museo del Louvre.

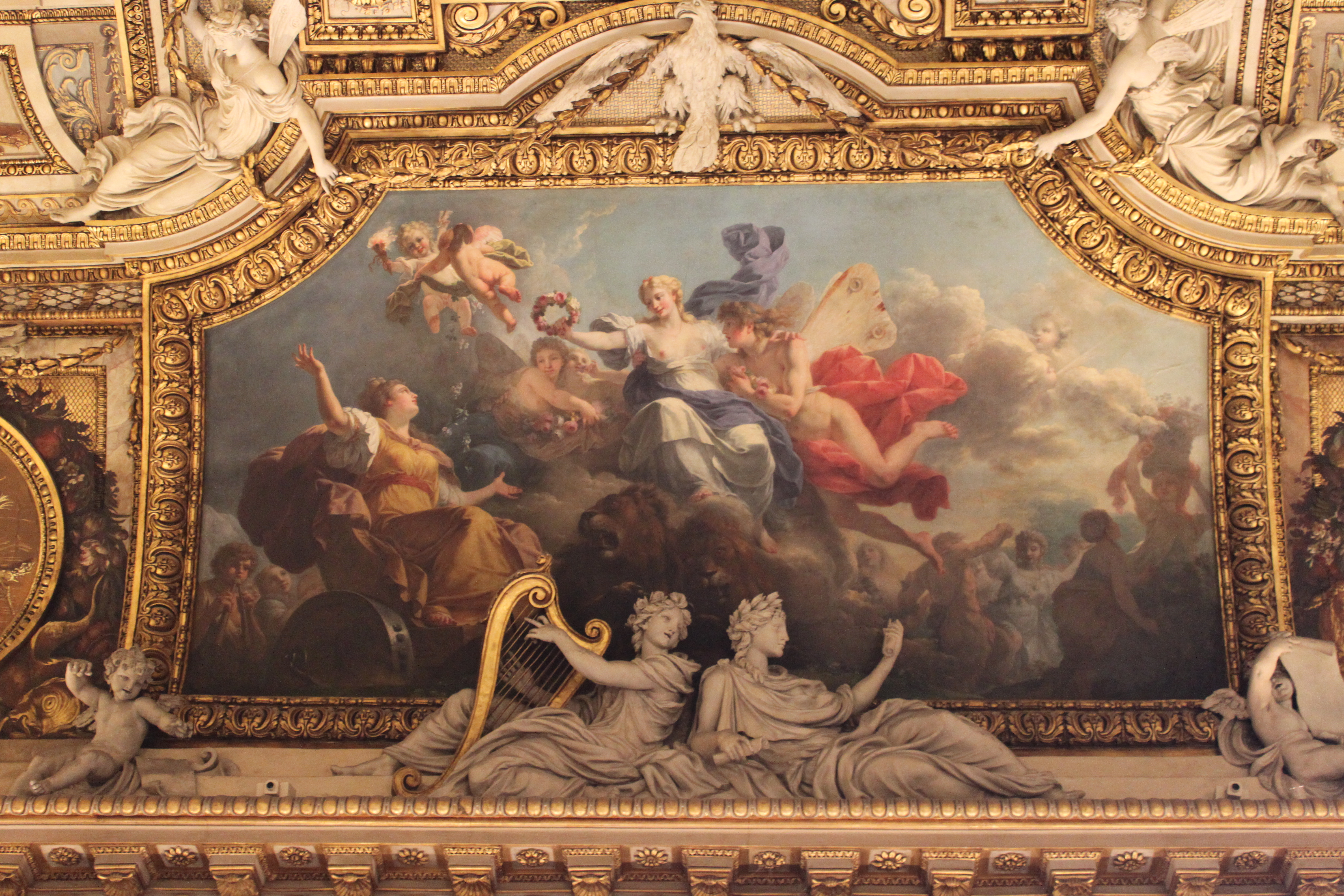
La Primavera o Zefiro e Flora che incoronano Cibele (1780-1781), olio su tela montata su volta, Parigi, Museo del Louvre, Galleria d'Apollo.

Antoine-François Callet vinse il Grand Prix de Rome nel 1764 con Cleobi e Bitone guidano il carro della madre fino al tempio di Giunone.
Decorò il centro del soffitto della grande galleria del Palazzo del Lussemburgo con una composizione intitolata L'Aurora. Durante il Consolato e l'Impero dipinse diverse allegorie, tra cui un'Allegoria del diciottesimo brumaio o La Francia salvata (1801, Salle du Sacre della Reggia di Versailles) e un'Allegoria della battaglia di Austerlitz (1806, Reggia di Versailles).
Antoine-François Callet morì a Parigi il 2 ottobre 1823 a 82 anni.

## Opere

### Dipinti

#### Cronologia
- Storia di Venere, 1774, olio su tela, Parigi, museo del Louvre, padiglione di Marengo.
- La Primavera, o Zefiro e Flora incoronano Cibele, 1780-1781, olio su tela montata su volta, Parigi, Galleria d'Apollo del Museo del Louvre.
- Ritratto di Luigi XVI in costume da incoronazione, 1786, olio su tela, 2,46 × 1,92, Compiègne, castello di Compiègne[2].
- Ritratto di Luigi XVI, 1789, olio su tela, Clermont-Ferrand, Museo d'arte Roger-Quilliot.
- Dipinto allegorico del 18 brumaio anno VIII, 1800, Vizille, museo della Rivoluzione francese.

#### Date non documentate
- Ritratto a figura intera di Luigi XVI in costume reale, olio su tela, 2,65 × 1,85, Valenciennes, Museo delle Belle Arti[3][4];
- Ritratto di Luigi XVII, tela, 47 × 39, Chartres, Museo delle Belle Arti, collezione Courtois[5];
- L'Inverno o I Saturnali, olio su tela, Parigi, Museo del Louvre;
- La Liseuse, olio su tela, Abbeville, museo Boucher-de-Perthes.

### Disegni
- Parigi, Scuola nazionale superiore di belle arti:
  - Giove e Teti, pietra nera, sanguigna e pastellata, 31,2 × 27,1 cm.[6] Teti, inginocchiata davanti a Giove, lo guarda intensamente, tenendolo al mento. Opera di preparazione per Giove e Cerere dell'artista, è l'unico foglio conosciuto che mette in scena Teti al posto di Cerere, riconosciuta dalla sua corona e dal suo bracciale. La somiglianza con la tela di Ingres sullo stesso argomento è sorprendente[7];
  - I Saturnali, pietra nera, pennello, inchiostro marrone, lavatura d'inchiostro marrone e di china e leggere lumeggiature di guazzo bianco su carta beige, 33,8 × 33,8 cm. La natura di opera finita di questo foglio e la densità della sua composizione molto completa ne fanno un'opera a sé stante. Al centro del disegno, sotto la statua di Saturno che divora uno dei suoi figli, due gladiatori sono impegnati in un brutale combattimento;
  - Nereide inginocchiata, 1774 circa, pietra nera, ricoperta di gesso bianco su carta blu, 26,5 × 23,5 cm[8]. Forse uno studio per una cariatide della decorazione del Salone dei Piccoli appartamento del Palazzo Borbone;
  - Gruppo di quattro personaggi: una donna circondata da un giovane e da due anziani, studio complessivo per il registro inferiore della cupola, 1774-1778, pietra nera, sfumo, lumeggiamento di gesso bianco su carta beige, 20,9 × 34,8 cm[9]. Studi per la cupola della cappella della Vergine alla chiesa di San Sulpizio[10];
  - Donna vista a metà corpo, mano sinistra sul petto, pietra nera, sanguigna, lumeggiamento di gesso bianco su carta grigio marrone, 23,8 × 37,2 cm[11]. Studi dettagliati per il registro inferiore della cupola della cappella della Vergine alla chiesa di San Sulpizio;
  - Uomo visto a metà corpo, nudo, braccia tese in avanti, pietra nera, sfumo, sanguigna, lumeggiamento di gesso bianco su carta beige, 22,9 × 36,8 cm[12]. Studi dettagliati per il registro inferiore della cupola della cappella della Vergine alla chiesa di San Sulpizio;
  - La presentazione della Vergine al tempio, pietra nera, lumeggiamento e alzata di gesso bianco su carta blu, 50,4 × 35,6 cm[13]. Studio preparatorio al cammeo sulle curve della cappella della Vergine alla chiesa di San Sulpizio;
  - La nascita di Gesù, pietra nera, sfumo, lumeggiamento di gesso bianco, tratti di quadri a pietra nera e craia bianco, 34,8 × 23,7 cm[14];
  - L'educazione di Gesù, pietra nera su carta beige, incastonata sulla pietra nera, 38,2 × 23,8 cm[15];
  - La Deplorazione di Cristo, pietra nera, sfumo, ricoperta di gesso bianco su carta blu, 49,8 × 37,3 [16];
  - Quattro putti su nuvole attorno a una stella, pietra nera e  gesso bianco su carta blu; leggeri tratti di inquadramento a gesso bianco, 28,3 × 20,9 [17];
  - Due angeli rivestiti su nuvole, uno con una bandiera, l'altro con un cestino di fiori, pietra nera, sfumato e ricoperto di gesso bianco su carta blu giallo, 33,7 × 46 [18];
  - Studi di putto per il cammeo della "Presentazione della Vergine al Tempio", riprese dalla mano destra, pietra nera e ricolti di gesso bianco su carta blu, 25,8 × 39,4 cm[19];
  - Teti supplica Giove, con Ganimede alla sua sinistra: primo pensiero per il pezzo di accoglienza, 1777, pietra nera e pastello, 31,2 × 27 cm[20];
  - Giove e Cerere, 1777, pietra nera, sfumata, bianca e tracce di sangue bruciate su carta marrone chiaro. Composizione ovale sottolineata da tratti di struttura a pietra nera, 52,2 × 42,9 cm. Studio preparatorio per il pezzo di accoglienza di Antoine Callet: Cerere implora il fulmine di Giove, dopo il sequestro di Proserpina sua figlia[21];
  - Donna nuda di profilo, piede sinistro posto su un pilastro, una guirlanda di fiori nelle mani, 1777-1778, pietra nera, sfumata e ricoperta di gesso bianco su due pezzi di carta beige strappati; tratto alla pietra nera che divide il foglio in due nel senso dell'altezza, 49,7 × 30,4 cm[22];
  - Combattimento di gladiatori maschi e femmine, gioco di feste di Saturno, 1882-1883, pietra nera, sanguigna su carta beige; tratto di telaio a pietra nera a sinistra, 33,5 × 38,5 cm[23];
  - Combattimento di gladiatori maschi e femmini, feste Saturnali, pietra nera, pennello, inchiostro marrone, lavaggio marrone e inchiostro di china e leggere lumeggiature di gouache bianco su carta beige, 33,5 × 39 cm[24].

## Allievi
- Jacques-Antoine Vallin
- André Dutertre